# Ond (chef magyar)
Pour les articles homonymes, voir Ond (homonymie).
Ond est un des sept chefs tribaux magyars qui conduisent leur nation en Europe depuis l'Asie dans la seconde moitié du IXe siècle.

## Biographie
À la tête de la tribu des Tarján, Ond est un des six chefs hongrois (avec Előd, Tas, Töhötöm, Huba, et Kond) qui se rallient au prince Álmos. 
Selon la chronique médiévale Gesta Hungarorum — rédigée par le chroniqueur Magister P. (en), dit Anonymus en hongrois, probablement sous le règne de Béla III —, quand les Magyars font irruption dans la plaine de Pannonie, Árpád envoie Ond et Ketel auprès du chef local Salán. Celui-ci leur remet en offrande de la terre, de l'eau et des fourrures, métaphores des territoires qu'il consent à céder aux envahisseurs.
Árpád attribue à Ond les territoires depuis la rivière Tisza jusqu'au marais de Botva et depuis le Körtvély jusqu'aux sables du Alpár.